# Guégnéka
Guégnéka è un comune rurale del Mali facente parte del circondario di Dioïla, nella regione di Koulikoro.
Il comune è composto da 8 nuclei abitati:
- Ballan
- Dien
- Fana (centro principale)
- Gouana
- N'Djinina
- Warsala
- Wérékéla
- Yolla